# Xylophrurus lancifer
Xylophrurus lancifer är en stekelart som först beskrevs av Johann Ludwig Christian Gravenhorst 1829.  Xylophrurus lancifer ingår i släktet Xylophrurus och familjen brokparasitsteklar. Arten är reproducerande i Sverige. Inga underarter finns listade i Catalogue of Life.

## Bildgalleri

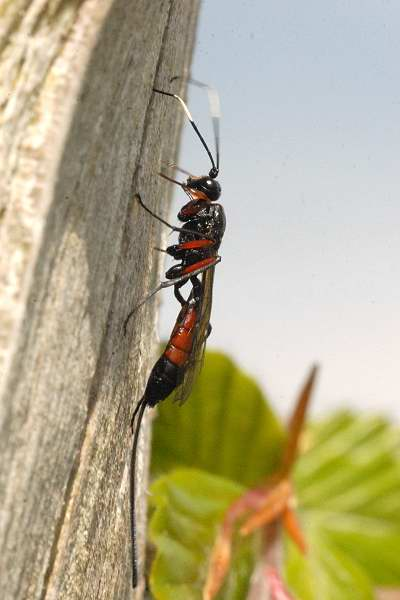
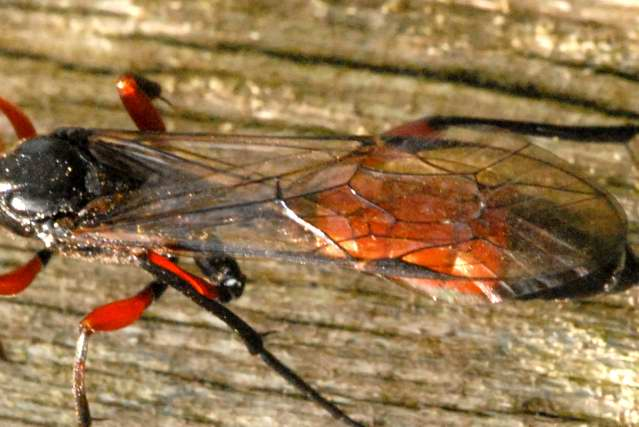